# Mohammed Boudiaf (M'Sila)
Mohammed Boudiaf là một đô thị thuộc tỉnh Msila, Algérie. Dân số thời điểm năm 2002 là 12.366 người.